# 세이보촌
세이보촌(生母村)은 1955년까지 이와테현 히가시이와이군에 존속했던 촌이다. 현재의 오슈시에 해당한다.

## 연혁
- 1889년 4월 1일 - 정촌제 시행과 함께 히가시이와이군 고조촌이 성립하였다.
- 1955년 4월 1일 - 이사와군 마에사와정・시라야마촌・고조촌과 합병해 새로운 이사와군 마에사와정이 되었다.

## 참고서적
- 『이와테현 정촌 합병지』(이와테현 총무부 지방과, 1957년)